# 銭座

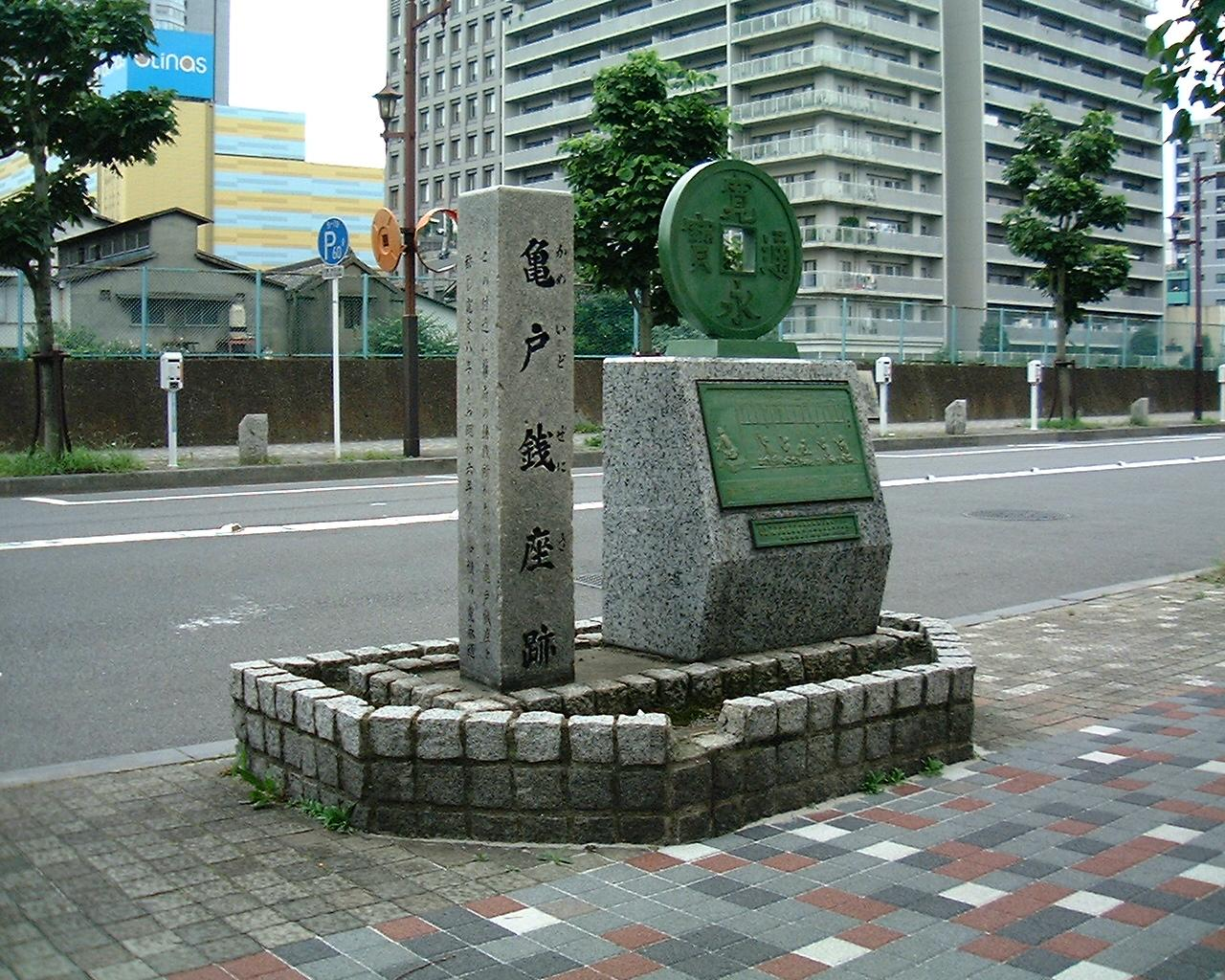
亀戸銭座跡

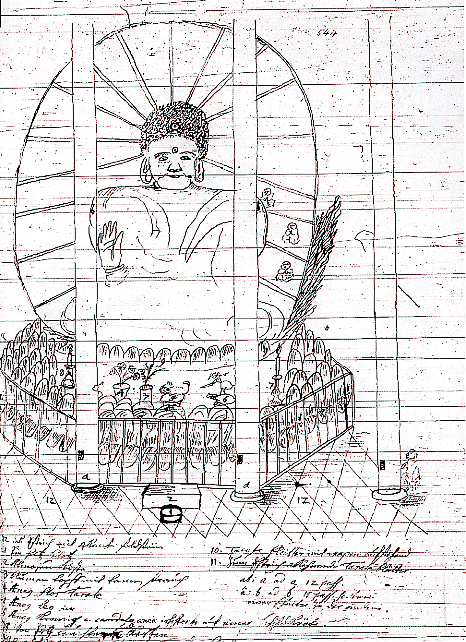
エンゲルベルト・ケンペルの方広寺大仏(京の大仏)のスケッチ。寛文2年5月1日(1662年6月16日)の寛文近江・若狭地震で銅造の方広寺大仏が損壊したので、木造で新しく造り替えられることになったが、取り壊された大仏の躯体の銅材は、亀戸銭座に運び込まれ、寛永通宝(文銭)の鋳造に用いられたという(詳しくは新寛永(文銭)項目を参照)。

銭座（ぜにざ）とは、江戸時代に寛永通寳を始めとする銭貨を鋳造した組織あるいは機関である。
飛鳥時代、奈良時代から平安時代に発行された皇朝十二銭を鋳造するために設置された組織は、鋳銭司（じゅせんし・ちゅうせんし）と称した。

## 概要
江戸時代前期は、寛永通寳などの銭貨鋳造は民間の商人らによる請負事業であり、幕府の許可制によるものが中心であった。すなわち、銭貨の需要が生じたとき幕府は随時、鋳銭希望者を公募し、銭貨を大量生産する能力を持つ者に期限を区切って鋳銭を命じたのであった。鋳銭高が目標に達すると銭座は解散した。このような請負人には呉服屋、糸割符仲間、銀座役人などの有力町人が名を連ねている。これらの銭座には鋳造高の5～20%、原則として10%程度を運上として幕府に上納させている。しかし全国六十箇所以上に上る各銭座により鋳造された寛永通寳の製作および素材は多種多様であり、外観上の画一性を欠くものとなっていった。
明和2年（1765年）以降は金座および銀座が鋳銭事業を兼任することになり、定座としての銭座が確立し、鋳銭に対する幕府の支配が強化され、銭貨の均質化が図られた。また元禄年間を過ぎた頃から銅の産出に陰りが見え始め、輸出用の御用銅が不足し始めたことも鋳銭事業に対する幕府の管理体制を強化させた一因である。

## 略史
寛永3年（1626年）、水戸の豪商である佐藤新助が銭貨の不足を理由に銅銭の鋳造を幕府および水戸藩に願い出て、許可されたのが寛永通寳の始まりであった。二水永と称する寛永通寳がこのとき鋳造されたものといわれている。この時点では寛永通寳は私鋳銭の域を出ないが、幕府が鋳造を命じたとされる慶長11年（1606年）鋳造の慶長通寳、および元和3年（1617年）鋳造の元和通寳なども、これと同列のものである可能性がある。

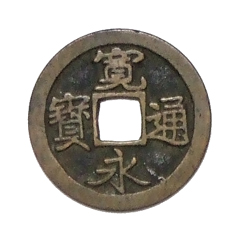
寛永通寳

10年後の寛永13年（1636年）、足尾銅山などからの銅の産出が増大したことを受け、幕府が本格的に寛永通寳の鋳造を司ることになり、このとき設置された銭座は江戸浅草橋場、芝網縄手および近江坂本の3座であった。翌年の寛永14年（1637年）、流通のために充分な量の銭貨を確保するため3座に加えて、水戸、仙台、三河吉田、松本、高田、長門萩、備前岡山、および豊後竹田の8座が増設された。さらに寛永16年（1639年）、駿河井之宮に銭座が設けられたが、寛永17年（1640年）、前年に銭貨の相場が下落したことを受け、また軽薄な品が少なくないという理由から一旦、全銭座における鋳造停止が命じられた。なお、銭座の設置に際しては日本各地から私鋳銭に携わっていた職人が召し出されたが、鋳造停止によって仕事を失うと寛永通宝の密造に関わる者も現れた。このため、寛永20年（1643年）には全国的規模で私鋳銭の製造を禁止する命令を出している。
しかし、その後の経済発展により生じた銭貨不足を補うため、明暦2年（1656年）、幕府は江戸浅草鳥越および駿河沓谷（くつのや）に銭座を設け鋳銭を命じている。また寛永13年および承応2年（1653年）、京都の建仁寺にも銭座が置かれたというが、定かではない。ここまでに鋳造された寛永通寳は古寛永と呼ばれ、以前に広く流通した輸入銭と比較して良質のものであった。
万治2年（1659年）、幕府は寛永通寳の輸出を禁止したため、長崎中島銭座では貿易取引専用に中国の銭貨を模した銅銭を鋳造し、その一連の銭貨は長崎貿易銭と呼ばれる。
その後、寛文8年（1668年）から天和3年（1683年）までの期間に呉服屋の後藤縫殿助らが鋳銭を請負い、江戸亀戸に大規模な銭座が設けられ、このとき鋳造された寛永通寳は文銭と呼ばれ、均質で良質なものであった。亀戸の銭座では後の元禄から宝永年間、正徳4年（1714年）から享保3年（1718年）まで、さらに元文年間にも鋳銭が行われている。

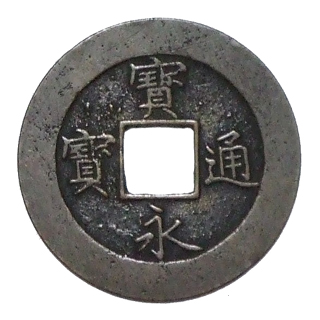
寳永通寳

元禄から宝永にかけての金貨および銀貨の改鋳以降、品位が低下し通貨量が増大した金銀貨に対し銭相場が高騰し、また別子銅山からの銅の産出が増大したことを受け、元禄13年（1700年）3月から宝永5年（1708年）1月にかけては京都糸割符人により七条に銭座が設けられ、薄肉小型の寛永通寳が鋳造され、同年の2月からは寳永通寳が鋳造された。京都七条および元禄10年（1697年）から江戸亀戸で鋳造された寛永通寳は荻原重秀の建策により薄肉小型なものに変更されたため荻原銭と呼ばれる。
さらに正徳4年以降、江戸亀戸、佐渡相川、江戸深川十万坪、大坂難波、仙台、淀鳥羽横大路、江戸小梅、下総猿江、紀伊宇津、伏見、下野日光、秋田銅山、石巻鋳銭場、相模藤沢、大坂高津（天王寺村銭座）、下野足尾などに銭座が設けられ、寛永通寳が鋳造された。このとき幕府は銭貨の質の管理および、需要が逼迫していた銅の統制を強めていた関係上から、銭の背面に鋳造地を示す文字を鋳出させたり、また面文に特徴を持たせて鋳銭地の明確化を図った。
明和2年以降は銭座は金座および銀座の監督下に置かれ鋳銭定座となり、以前と異なり常設のものとなった。以前の地方の銭座の中には引き続き鋳銭事業が継続された所もあるが、これらについても金座の監督下に置かれた。これ以降、寛永通寳は鉄銭が中心となり、金座直轄の亀戸、伏見、石巻および常陸太田などの銭座で大量の鉄銭が鋳造された。明和4年（1767年）より長崎で主に貿易専用に銅銭が鋳造されたが質は悪いものであった。

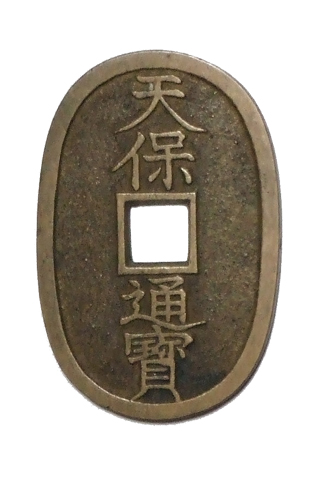
天保通寳

明和5年（1768年）からは銀座の監督下、川井久敬の建策により、江戸深川千田新田において寛永通寳真鍮四文銭の鋳造が始まった。文政4年（1821年）からは浅草橋場の銭座で四文銭の鋳造が行われ、慶応元年（1865年）から盛岡、仙台、水戸、伊勢津および安芸広島などの銭座で精鉄四文銭の鋳造が行われた。
また天保6年（1835年）からは御金改役の後藤三右衛門光亨の建策により金座および浅草橋場で天保通寳の鋳造が始まった。慶応元年8月からは大坂難波でも天保通寳の鋳造が開始されている。この天保通寳の裏側には金座の後藤庄三郎光次の花押が鋳出されている。
幕末の文久3年（1863年）2月には銀座監督下の江戸深川東大工町の銭座において文久永寳が鋳造され、同年12月からは金座の監督下の真崎および小菅の銭座でも鋳造が始まった。

## 銭貨の鋳造法

### 大吹所
最初に原料である金属すなわち、銅、錫、鉛、および白目または白鑞（しろめ）（アンチモンまたはビスマスなど）を規定量秤りとり取組みが行われ、坩堝で鎔解されて合金がつくられる。一度に14貫を一吹きとし作業が行われ、出来上がった地金は破砕されて500匁毎に小分けされ、銭吹所に送られた。これを大吹き（おおぶき）と呼ぶ。

### 鎔土（ほど）

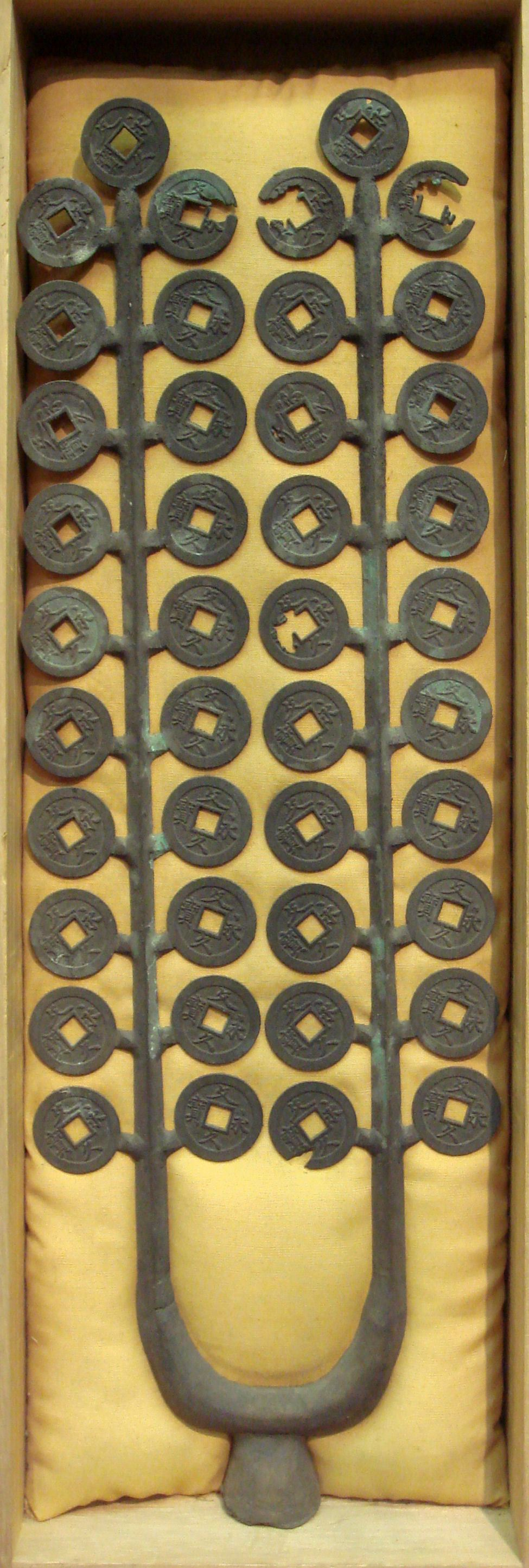
文久永寳の枝銭

次に砂地に鋳型である母銭を複数押し付け、さらに鎔銅の流れる湯道をつけ、これを焼いて鋳型が作られる。鋳型は表裏2枚つくられ、これを合わせて縛り漏斗から鎔銅を流し込む。
銭貨の原型である母銭は、手彫りにより製作された彫母銭を原型とし、彫母銭→錫母銭→銅母銭→通用銭という順で鋳写される工程が採られ、均質な銭貨が大量生産されるようになった。

### 研場（とぎば）
冷却後、中身を取り出すと、湯道棒の先に多数の銭が結合した、いわゆる枝銭ができる。銭を取り外し角棒に通し、まとめて縁に鑢がけを行いバリを取る。さらに目戸切と称して中央の穴を仕上げ、豆の汁で煮て付着した砂を取り、縄でこすり光沢を出して仕上げた。
出来上がった銭貨は検査場にまわされ、合格したものは銭緡（ぜにさし）にまとめて金蔵に納められた。銭貨は時の銭相場に応じて両替商に売却されることにより発行された。